# The Crocodile Hunter: Collision Course
The Crocodile Hunter: Collision Course is een Australische film, gebaseerd op de serie de The Crocodile Hunter, met Steve en Terri Irwin.
Diep in de Australische wildernis verwarren Steve Irwin en zijn vrouw Terri een paar C.I.A. agenten met stropers, waardoor ze alles doen om ze te stoppen. Tegelijkertijd moeten ze ook nog proberen een boer zover te krijgen dat hij stopt met het afschieten van krokodillen.